# جزر فرهنتين

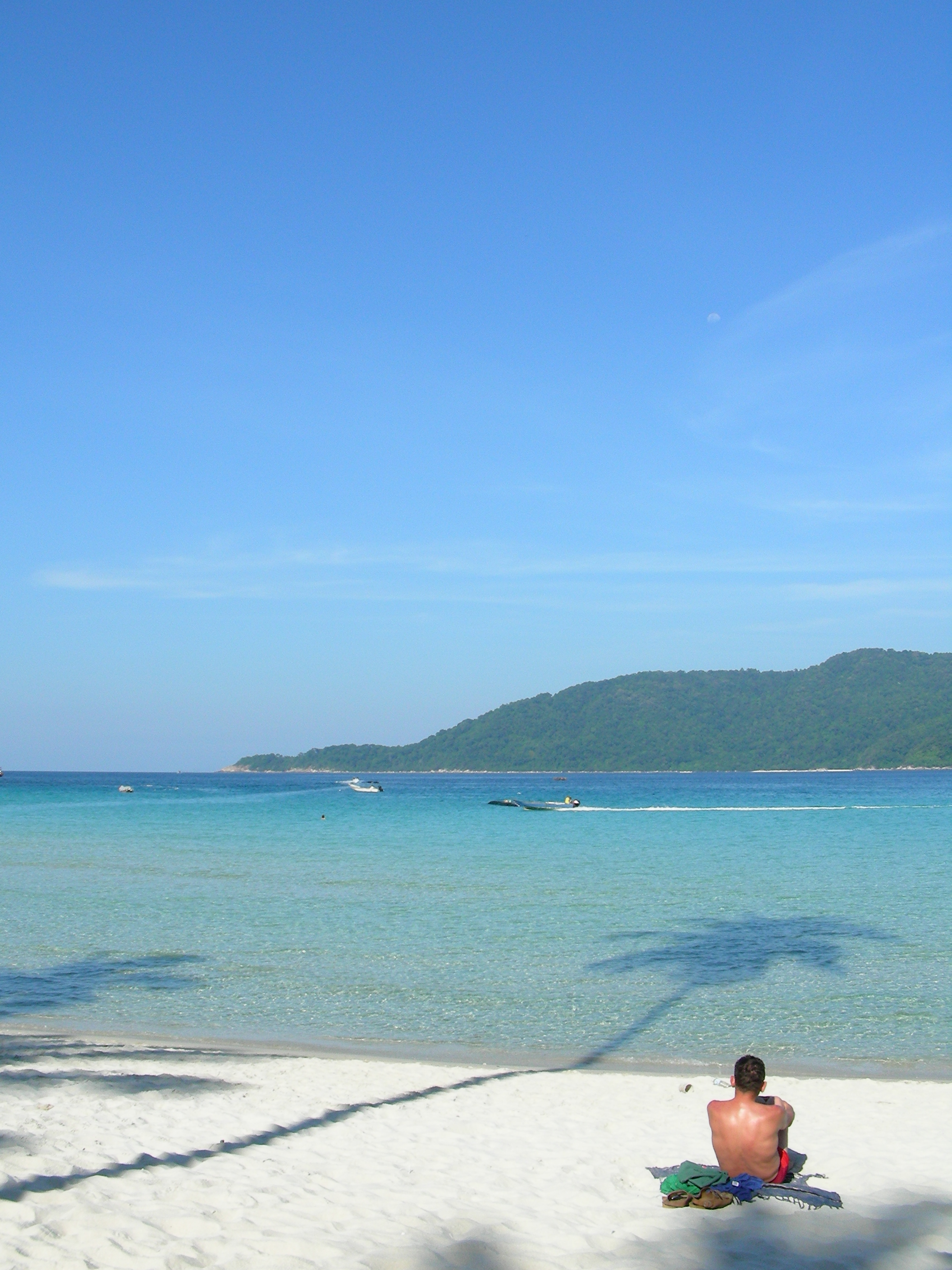
فرهنتين كيسيل

جزر فرهنتين أو كبولاوان فرهنتين (Kepulauan Perhentian بلغة ملايو)، تقع على بعد حوالي 10 ميلا بحريا (19 كلم) قبالة الساحل الشمالي الشرقي لشبه الجزيرة الماليزية في ولاية ترغكانو.
الجزيرتين الرئيسية هما فرهنتين بيسار ("فرهنتين الكبرى") وفرهنتين كيسيل ("فرهنتين الصغرى"). وعدة جزر صغيرة أخرى.

## الوصف
تتميز الجزيرتان بجمال طبيعي ساحر، حيث تنتشر التلال ذات الأشجار الكثيفة التي تضفي على المناظر الطبيعية رونقاً خاصاً. تغطي الغابات الكثيفة معظم الأراضي، ما يجعلها موطناً لأنواع متعددة من النباتات والحيوانات المحلية. هذه البيئات الطبيعية تجذب الزوار الباحثين عن الهدوء والاسترخاء بعيداً عن ضجيج المدن.
على مقربة من سطح المياه، تظهر الشعاب المرجانية بألوانها الزاهية وتشكيلاتها المتنوعة، والتي تعد موطناً لمجموعة متنوعة من أشكال الحياة البحرية. تضم هذه الشعاب المرجانية أنواعاً كثيرة من الأسماك الملونة، السلاحف البحرية، والقروش الصغيرة، مما يجعل الغوص في هذه المياه تجربة لا تُنسى. الشعاب المرجانية القريبة من السطح تسهل على الغواصين، حتى المبتدئين منهم، استكشاف هذا العالم البحري الغني.
تعتبر جزر فرهنتين وجهة مثالية لمحبي رياضة الغوص والراغبين في تعلمها. يتواجد في الجزر العديد من مراكز الغوص المعتمدة التي تقدم دورات تدريبية للمبتدئين والمحترفين على حد سواء. ينصح بزيارة الجزر بين شهري يوليو وأكتوبر، حيث يكون البحر هادئاً والأحوال الجوية مستقرة، مما يتيح للزوار الاستمتاع بأنشطة الغوص والسباحة بكل أمان.

بالإضافة إلى الغوص، توفر جزر فرهنتين العديد من الأنشطة الأخرى مثل التجديف، الرحلات على الأقدام عبر الغابات، وصيد الأسماك. يمكن للزوار أيضاً الاستمتاع بجولات بالقوارب لاستكشاف الجزر الصغيرة المجاورة والشواطئ الرملية البيضاء، مما يجعل الجزر وجهة شاملة تلبي مختلف الأذواق والاهتمامات.

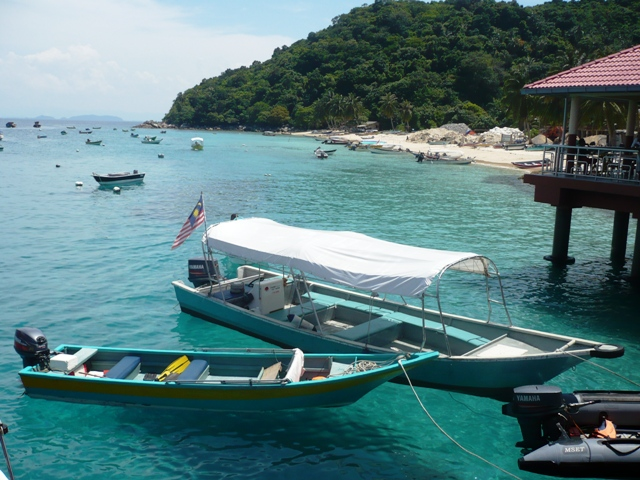
Boats at Perhentian Kecil jetty

## وصلات خارجية
- Tourism Malaysia - Pulau Perhentian
- Jungle trekking on the Besar island: 1 (center) - Arwana-PIR, 2 (south) - Teluk beach-Flora Bay, 3 (west) - Cozy-Mama
- Underwater photographs of the Besar island: snorkeling in the south-western part
- Underwater photographs of the uninhabited islands: Serengeh, Susu Dara, Tokong Burung and Rawa

قالب:Geography of Terengganu
قالب:East Coast Economic Region